# Burg Wolfhagen
Die Burg Wolfhagen ist eine zum Teil abgegangene Burg in der Kleinstadt Wolfhagen (Ritterstraße 1) im Landkreis Kassel (Hessen).

## Geschichte
Nach heutigem Forschungsstand wurden Burg und Stadt Wolfhagen 1230 bis 1231 gegründet, vermutlich als Raubgründung der Ludowinger auf damals mainzischem Gebiet. Nach einer Darstellung des Heimat- und Geschichtsvereins Wolfhagen war die von Konrad von Thüringen gegründete Stadt anfangs mit Wall, Graben und Palisaden umgeben.
Schon bald aber wurde diese Befestigung durch eine einen Meter dicke und 4 bis 6 Meter hohe Steinmauer mit Laufgang ersetzt, die 1302 vollendet war, so dass eine vollständige Befestigungsanlage die Stadt umschloss. Zur Stadtbefestigung gehörten elf Türme.
Erst 1246 wurde die Burg Wolfhagen ausdrücklich erwähnt, wobei offenbar im Jahre 1513 ein Neubau erstellt wurde. Danach erscheint die Burg noch als Gerichtsort.
Schon zum Ende des 16. Jahrhunderts fiel die Burg aber wüst und wurde Anfang des 17. Jahrhunderts abgerissen, wobei 1606 zunächst der achteckige Bergfried niedergelegt wurde. Erhalten geblieben sind lediglich Reste der Ringmauer sowie Teile eines angebauten Burggebäudes, Reste des Torturms sowie des Tonnenkellers.

## Heutige Nutzung
In der einstigen, 1920 vollständig umgebauten Zehntscheune und dem ehemaligen Renthof aus dem späten 17. Jahrhundert befindet sich seit 1980 das „Regionalmuseum Wolfhager Land“. Beide Gebäude sind überwiegend mit Steinmaterial der alten Burg erbaut, und im Kern des Renthofes sind der Torturm der Burg sowie ein Teil der Ringmauer enthalten.